# Hamida Benhocine
Hamida Benhocine, née le 14 mars 1982, est une athlète algérienne.
Elle est toujours détentrice du record d'Algerie du saut en hauteur Benjamine 1m60 qui a ce jour n'a toujours pas été battue depuis plus de 25 ans (1996)

## Biographie
Hamida Benhocine dispute les championnats panarabes juniors de 1996 à Lattaquié, obtenant deux médailles d'argent en saut en hauteur et en saut en longueur. Elle remporte aux Jeux panarabes de 1997 à Beyrouth la médaille d'or du concours de saut en hauteur. En 1998, elle est médaillée de bronze du saut en longueur aux championnats panarabes juniors à Damas.
Hamida Benhocine est médaillée d'argent du 100 mètres haies aux Championnats d'Afrique juniors 1999 à Tunis, puis médaillée de bronze du saut en hauteur aux Championnats d'Afrique d'athlétisme 2000 à Alger et aux Jeux panarabes de 2004 à Alger.
Elle est sacrée championne d'Algérie du 200 mètres en 1999 et du saut en hauteur en 2000.